# Lovell Lawrence, Jr.
Lovell Lawrence, Jr. (✰ Pompton Lakes; 1915; ✝ Detroit, 24 de janeiro de 1971) foi um cientista aeroespacial Norte americano que desenvolveu o primeiro motor a quebrar a barreira do som enquanto trabalhava na Reaction Motors, Inc..
Lovell foi um dos membros fundadores da American Rocket Society na década de 30. Foi também um dos fundadores da Reaction Motors, Inc., na qual trabalhou até 1953, quando passou para a Chrysler, onde ocupou vários cargos culminando como engenheiro chefe de pesquisas em 1964.